# سانتا إليزابيتا
سانتا إليزابيتا (بالإيطالية: Santa Elisabetta)‏ هي بلدية في مقاطعة أغريجنتو في صقلية الإيطالية.

## السكان
في سنة 1861 بلغ عدد السكان 1٬361 نسمة، وتطور العدد ليصل في سنة 2011 لـ 2٬608 نسمة.
يظهر هذا المخطط البياني تطور النمو السكاني لـ سانتا إليزابيتا